# اشتراکلووو
اشتراکلووو (به بلغاری: Shtraklevo) روستایی در بلغارستان است که در استان روسه واقع شده‌است.